# Szebasztián Szabó
Szebasztián Szabó (Fráncfort del Meno, Alemania, 11 de marzo de 1996) es un deportista húngaro que compite en natación (estilo mariposa), natación con aletas y salvamento acuático. Hasta 2017 competía bajo la bandera de Serbia.
Ganó una medalla de bronce en el Campeonato Mundial de Natación en Piscina Corta de 2022, tres medallas en el Campeonato Europeo de Natación entre los años 2021 y 2024, y ocho medallas en el Campeonato Europeo de Natación en Piscina Corta entre los años 2017 y 2023.
Participó en dos Juegos Olímpicos de Verano, ocupando el quinto lugar en Tokio 2020 y el octavo en París 2024, en la prueba de 4 × 100 m libre.
Además, en los Juegos Mundiales consiguió dos medallas de oro en salvamento acuático en 2022 y dos medallas en natación con aletas en 2025.

## Palmarés internacional
| Representando a Serbia              |                        |                   |                       |
| Campeonato Europeo en Piscina Corta |                        |                   |                       |
| Año                                 | Lugar                  | Medalla           | Prueba                |
| 2017                                | Copenhague (Dinamarca) | Medalla de bronce | 50 m mariposa         |
| Representando a Hungría             |                        |                   |                       |
| Campeonato Mundial en Piscina Corta |                        |                   |                       |
| Año                                 | Lugar                  | Medalla           | Prueba                |
| 2022                                | Melbourne (Australia)  | Medalla de bronce | 50 m mariposa         |
| Campeonato Europeo                  |                        |                   |                       |
| Año                                 | Lugar                  | Medalla           | Prueba                |
| 2021                                | Budapest (Hungría)     | Medalla de oro    | 50 m mariposa         |
| 2022                                | Roma (Italia)          | Medalla de plata  | 4 × 100 m libre       |
| 2024                                | Belgrado (Serbia)      | Medalla de oro    | 4 × 100 m libre mixto |
| Campeonato Europeo en Piscina Corta |                        |                   |                       |
| Año                                 | Lugar                  | Medalla           | Prueba                |
| 2019                                | Glasgow (Reino Unido)  | Medalla de plata  | 50 m mariposa         |
| 2019                                | Glasgow (Reino Unido)  | Medalla de plata  | 4 × 50 m estilos      |
| 2021                                | Kazán (Rusia)          | Medalla de oro    | 50 m libre            |
| 2021                                | Kazán (Rusia)          | Medalla de oro    | 50 m mariposa         |
| 2021                                | Kazán (Rusia)          | Medalla de oro    | 100 m mariposa        |
| 2023                                | Otopeni (Rumania)      | Medalla de plata  | 50 m mariposa         |
| 2023                                | Otopeni (Rumania)      | Medalla de bronce | 50 m libre            |